# ژنگ شوانگ
ژنگ شوانگ (انگلیسی: Zheng Shuang؛ زادهٔ ژنگ یی‌هان در ۲۲ اوت ۱۹۹۱) بازیگر اهل چین است. او به خاطر ایفای نقش در بارش شهاب‌سنگ (۲۰۰۹) به شهرت رسید و به جوان‌ترین بازیگر زن تبدیل شد که نامزد جایزه بهترین بازیگر زن در جوایز تلویزیونی عقاب زرین چین می‌شود. در سال ۲۰۲۱، حرفهٔ بازیگری ژانگ پس از درگیر شدن در رسوایی‌های فرار مالیاتی و رحم جایگزین به حالت تعلیق درآمد.